# Czernorizec Chrabyr

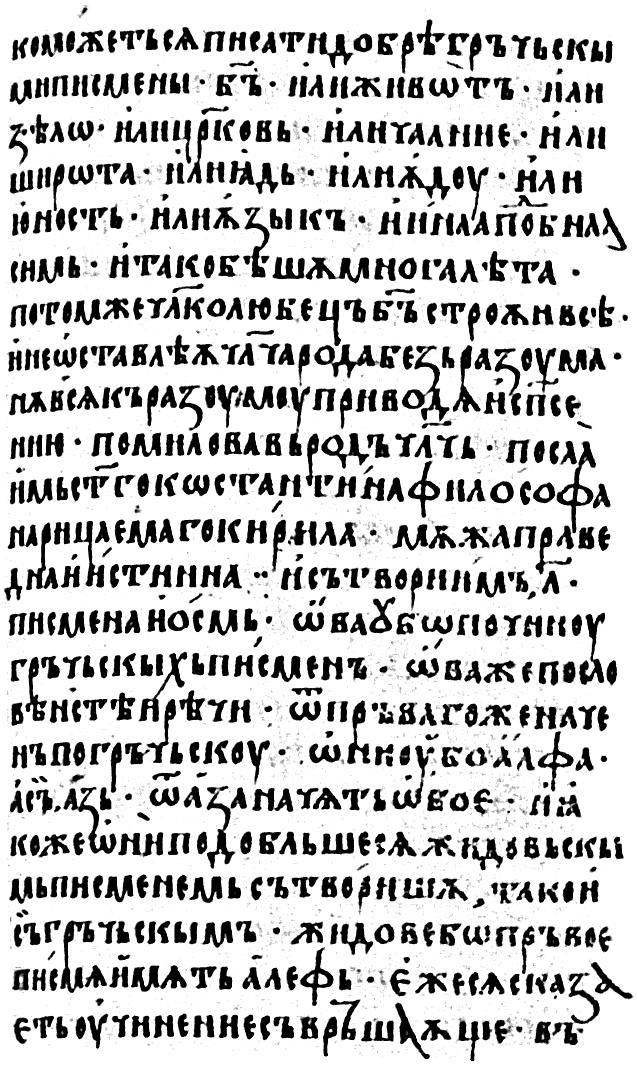
Strona najstarszej (1348) kopii dzieła Chrabra

Czernorizec Chrabyr (Mnich Chrobry, Mnich Chrabr) – średniowieczny bułgarski pisarz, działający w presławskiej szkole piśmienniczej na przełomie IX i X w.
Nie zachowały się żadne dane biograficzne, które wskazywałyby kim był Czernorizec, wiadomo tylko, iż był w jakiś sposób związany z kościołem, o czym świadczy jego imię ('czernorizec' = mnich). Przyjmuje się, iż miano "Czernorizec Chrabyr" było pseudonimem któregoś z bardziej znanych twórców szkoły presławskiej; na podstawie pewnych poszlak uważa się, iż mógł to być nawet sam władca Bułgarii, Symeon I Wielki (893–927).
Czernorizec Chrabyr jest autorem tylko jednego dzieła literackiego, traktatu zatytułowanego O literach (О ПИСМЕНЕХЪ), które było jednak jednym z najbardziej znanych i najczęściej kopiowanych w średniowiecznych skryptoriach tekstów literatury staro-cerkiewno-słowiańskiej. Przyjmuje się, iż traktat O literach powstał po roku 893.
Traktat O literach jest żarliwą apologią piśmiennictwa słowiańskiego oraz nowego alfabetu (jakkolwiek istnieją spory, czy chodzi tu o głagolicę, czy o cyrylicę), utworzonego przez św. Cyryla, a jednocześnie stanowi polemikę z krytycznymi głosami pisarzy greckich, argumentującymi za wyższością języka i alfabetu greckiego czy nawet wyłącznością używania greki w piśmiennictwie. Jest to także jedyny znany średniowieczny tekst podający dokładną datę roczną powstania alfabetu słowiańskiego (być może chodzi tu o głagolicę).
Do naszych czasów przetrwało ok. 80 odpisów traktatu, zapisanych w rozmaitych redakcjach języka staro-cerkiewno-słowiańskiego. Najstarszy z odpisów, sporządzony przez mnicha Ławrentija za czasów panowania cara Iwana Aleksandra, pochodzi z 1348 r. Dzieło było kilkakrotnie wydawane drukiem, m.in. w Wilnie (1575–1580), w Moskwie (1637), Petersburgu (1776) czy Supraślu (1781).
Polski przekład traktatu ukazał się w antologii Pasterze wiernych Słowian w opracowaniu A. Naumowa, Kraków 1985.